# Tây Hy Lạp
Tây Hy Lạp (tiếng Hy Lạp: Περιφέρεια Δυτικής Ελλάδος) là một trong 13 vùng của Hy Lạp. Vùng bao gồm phần phía tây của Trung Hy Lạp và phía tây bắc của bán đảo Peloponnese.

## Hành chính
Vùng Tây Hy Lạp được thành lập trong đợt cải cách đơn vị hành chính vào năm 1987. Với kế hoạch Kallikratis vào năm 2010, quyền lực và thẩm quyền của vùng được tổ chức lại và mở rộng. Cùng với Peloponnese và quần đảo Ionia, nó được quản lý bởi Chính quyền Phân quyền Peloponnese, Tây Hy Lạp và quần đảo Ionian đặt tại Patras. Thủ phủ của vùng đặt tại Patras và vùng được phân thành ba đơn vị thuộc vùng (trước cải cách Kallikratis là các quận), Aetolia-Acarnania tại Trung Hy Lạp và Achaea cùng Elis tại Peloponnese, và được chia tiếp thành 19 khu tự quản.

## Các cộng đồng chính
- Mesolóngi (Μεσολόγγι)
- Agrínio (Αγρίνιο)
- Aígio (Αίγιο)
- Amaliáda (Αμαλιάδα)
- Pátra (Πάτρα)
- Pýrgos (Πύργος)